# Sparta (miejscowość w Wisconsin)
Sparta – miasto w Stanach Zjednoczonych, w stanie Wisconsin, w hrabstwie Monroe.